# Osiny (gmina Kamienica Polska)
Osiny – wieś w Polsce położona w województwie śląskim, w powiecie częstochowskim, w gminie Kamienica Polska.

## Historia
Wieś leży w Częstochowskim Obszarze Rudonośnym. W końcu XV wieku kuźnicy bracia Maciej i Grzegorz Błeszyńscy zwani najpierw Hybakami (Hibakami) założyli w swoich dobrach kuźnicę Hybakowską (Hybak). W 1498 roku król Jan Olbracht potwierdził braciom dawny dokument na tę kuźnicę i nadał im wolność karczunku lasów starostwa olsztyńskiego, młyn do przemiału ziarna oraz zobowiązał do daniny na rzecz zamku w Olsztynie. Kuźnica w Osinach była największym zakładem hutniczym w starostwie olsztyńskim. Po rodzinie Błeszyńskich właścicielami kuźnicy była rodzina Gosławskich. W 1633 roku król Władysław IV Waza wydał przywilej dla starosty wojnickiego Krzysztofa Korycińskiego z Pilicy, którym zezwolił mu na przekazanie (cesję) synowi Janowi Stanisławowi Korycińskiemu kuźnicy Osiny z drutarnią i blacharnią oraz wsi Łysiec. Osiny leżały wówczas przy granicy powiatu lelowskiego województwa krakowskiego. Była to własność królewska starostwa olsztyńskiego, która w 1788 roku została oddana w dzierżawę przez króla Stanisława Augusta Poniatowskiego staroście olsztyńskiemu Stanisławowi Sołtykowi i jego żonie Karolinie z Potockich. W 1783 roku wójtostwo Osiny należało do majorowej Garlikowskiej.
W Królestwie Polskim wieś wchodziła w skład dóbr rządowych ekonomii Poczesna, jednej z pięciu w regionie częstochowskim. Ukazem carskim z dnia 4 listopada 1841 roku część ekonomii razem z wsią Osiny (604 morgi) została nadana prawem majoratu rosyjskiemu generałowi artylerii Michałowi Sobolewowi. Po zmarłym w 1866 roku generale majorat odziedziczył jego syn Michał, a po nim jego siostra księżna Eliza Teniszew. Na mocy ustawy z 25 lipca 1919 r. majoraty przeszły na własność Skarbu Państwa.
W pierwszej połowie XIX wieku rozpoczęto w tym regionie wydobycie rud żelaza. We wsi znajdowała się siedziba przedsiębiorstwa Kopalnia Rud Żelaza Osiny, później przeniesiona do wsi Borek, gdzie znajdował się zakład budowy maszyn. Przy linii kolejowej znajdowały się piece prażalnicze. W 1951 roku uruchomiono kopalnię rud żelaza "Teodor", później kopalnie "Niwy-Teodor" oraz kopalnię "Niwy". Obecnie w dawnym biurowcu KRŻ Osiny (ob. w granicach wsi Poraj) jest siedziba firmy tekstylnej "Galtex", a w miejscu pieców prażalniczych funkcjonuje firma Java Sp. z o.o. zajmująca się handlem złomem.
W latach 1975–1998 miejscowość położona była w województwie częstochowskim. 
W Osinach znajduje się filia Szkoły Podstawowej nr 2 im Henryka Sienkiewicza w Kamienicy Polskiej. Działa jednostka Ochotniczej Straży Pożarnej.

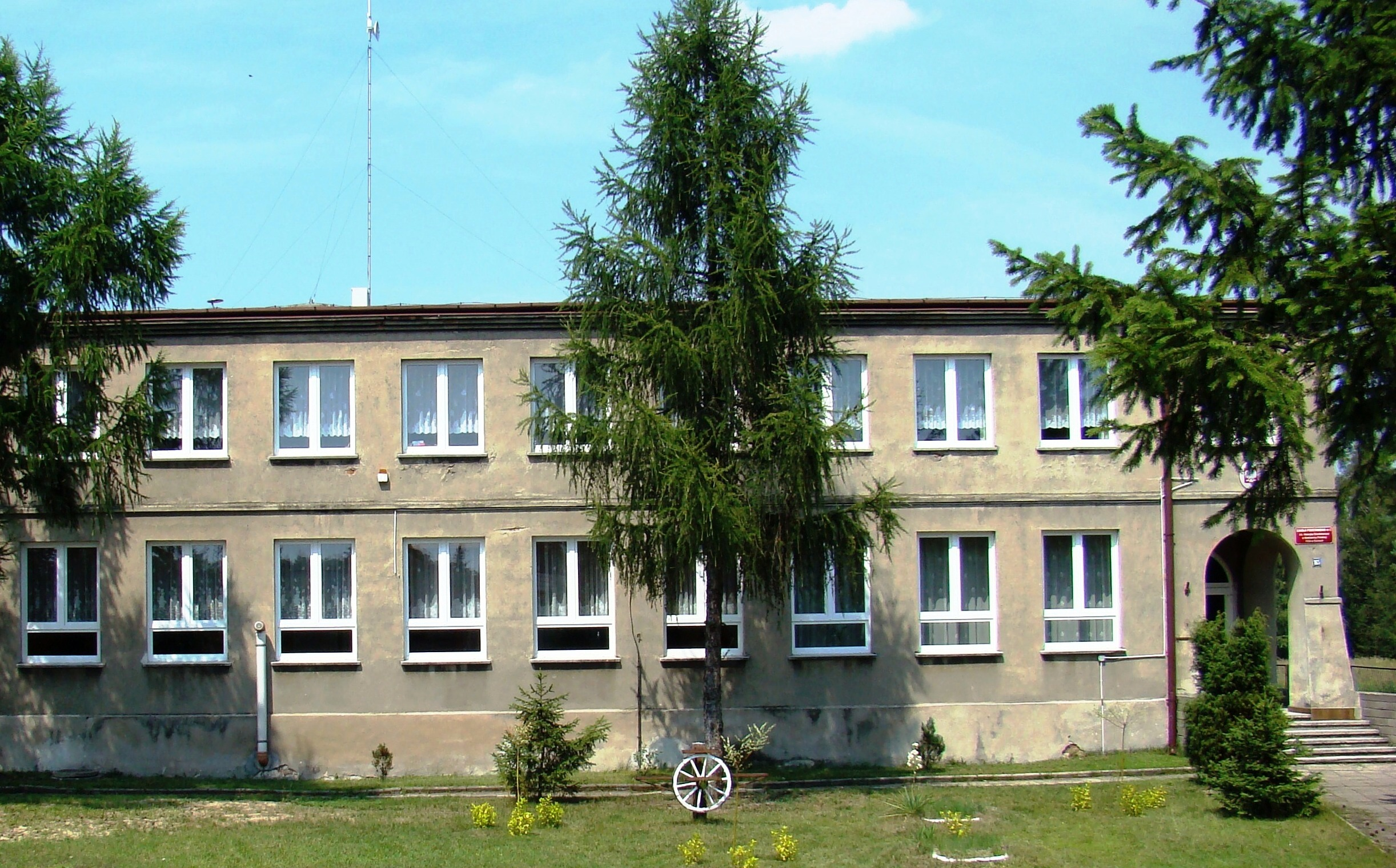
Filia Szkoły Podstawowej nr 2 im Henryka Sienkiewicza w Kamienicy Polskiej

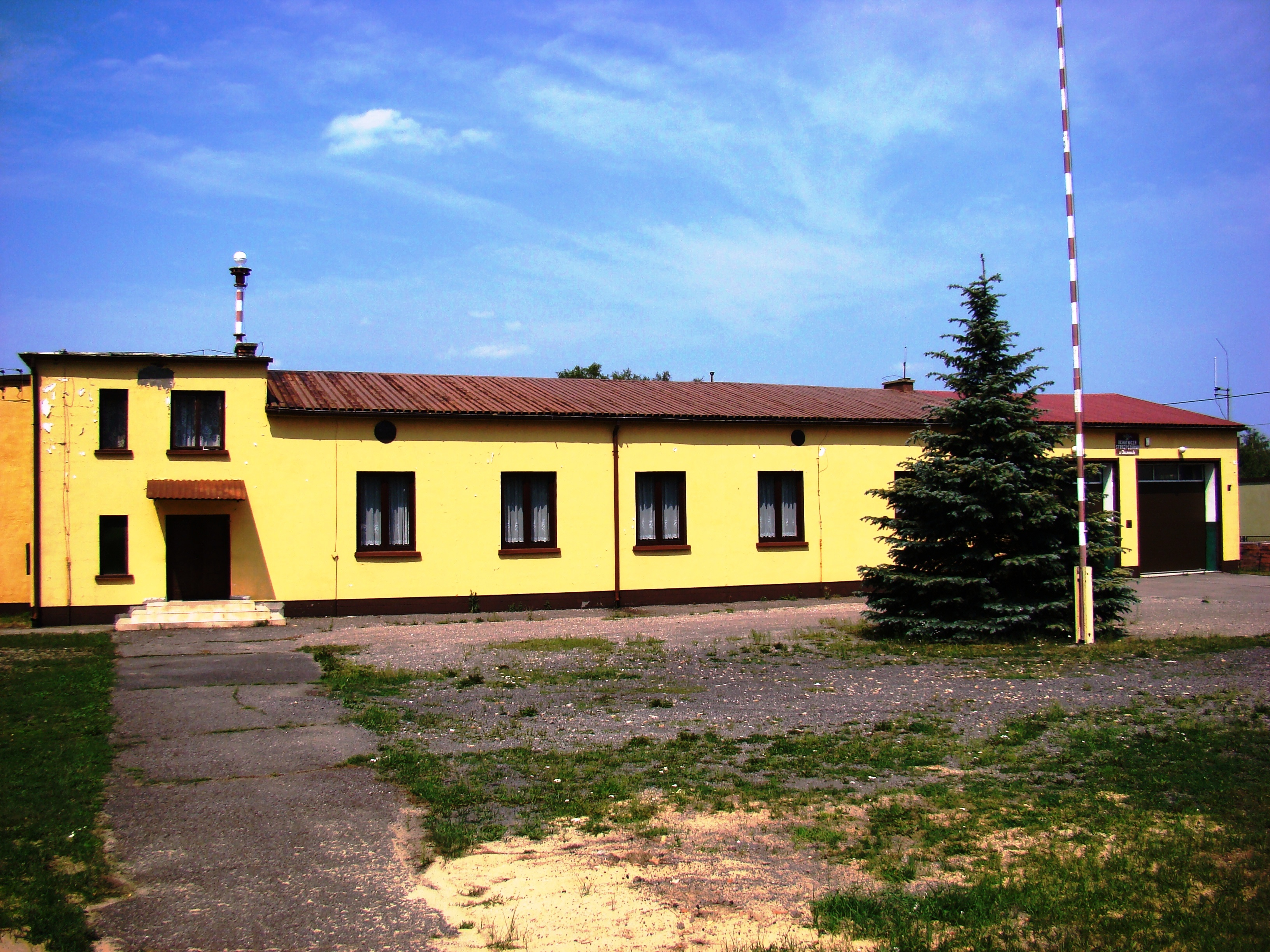
Remiza OSP

## Parafia rzymskokatolicka
W 2001 roku powstała rzymskokatolicka parafia w Osinach, wydzielona z parafii w Poczesnej. Erygowana została przez księdza arcybiskupa Stanisława Nowaka metropolitę częstochowskiego.